# هاوزن بای وورتسبورگ
هاوزن بای وورتسبورگ (به آلمانی: Hausen bei Würzburg) یک شهر در آلمان است که در Würzburg واقع شده‌است.